# Blaž Jurjev Trogiranin
Blaž Jurjev Trogiranin,  (lat. Magister Blasius pictor, tal. Biagio di Giorgio da Traù; Trogir ili Lapac, oko 1400. —  Zadar, između 1448. i 1449.) je dalmatinski kasnogotički slikar prve polovice 15. stoljeća. Datumi i mjesta rođenja nisu poznati sa sigurnošću. Bio je putujući slikar, koji je radio za potrebe crkava i crkvenih bratovština po čitavoj Dalmaciji. Radio je i po Italiji (Venecija), no najviše je njegovih djela pronađeno i sačuvano u Trogiru.

## Biografija
Kao Magister Blasius pictor prvi put se spominje u jednom splitskom dokumentu iz 1412., gdje je kao majstor neke umjetničke radionice radio na ukrašavanju stropa splitske katedrale. Zatim se spominje u dokumentu iz Trogira, iz kojeg je vidljivo da je 1419. trogirska komuna od njega naručila oslikavanje ugarske zastave. Nakon toga Blaž odlazi u Veneciju. Po povratku 1420. odlazi u Dubrovnik, gdje dobiva posao komunalnog slikara i protomajstora slikarske radionice. Nakon šest dubrovačkih godina, vraća se u Trogir. U martikuli trogirske Bratovštine Sv. Duha navodi se kako je postao član bratovštine 1429., a da je 1436. godine izabran za župana. 
Pronađeni su dokumenti iz kojih je vidljivo da je u Trogiru 1434. od njega naručen poznati poliptih za oltar Sv. Jerolima za crkvu Sv. Ivana Krstitelja. 
Pronađen je i ugovor od 15. rujna 1437. između Bratovštine Sv. Marije (Male braće na Čiovu) i Magister Blasius o izradi oltarnog poliptiha za crkvu Sv. Jakova na Čiovu 1436. god. 
Iz nekih notarskih zapisa saznajemo da je u Trogiru posjedovao dvije kuće i dosta zemlje. Pronađena je i njegova oporuka koju je 1448., sastavio u Zadru, iz nje je vidljivo da je svoju kuću sa zemljištem blizu Sv. Petra u Trogiru, ostavio Bratovštini Sv. Duha, a novac za gradsku ubožnicu, hodočasnike i izgradnju gradskih bedema.
Kao slikar zanimljiv je i stoga, jer je kasno otkriven. Ispočetka je njegov opus pripisivan raznim autorima (čitavo 19. i prva polovica 20. stoljeća). Zatim su neki istraživači uočili srodnosti među nekim djelima i grupirali ih u cjelinu, te je naposljetku Kruno Prijatelj 50-ih godina 20. stoljeća na osnovu stilske analize uspio djela pripisati istom majstoru, što je dokazao pronalaskom slikarova potpisa na jednom od djela.

## Djela
Njegovo slikarstvo pripada kasnogotičkom internacionalnom europskom stilu, pod snažnim venecijanskim utjecajem. Njegova raspela i poliptisi su melodioznih linija, voluminozni i otmjeni, puni idealiziranih i dekorativnih oblika. Neki u njegovu opusu vide snažan utjecaj Jacobella del Fiore, dok drugi tvrde da je na njega presudniji utjecaj imao Gentile da Fabriano.

### Značajnija djela
- Raspelo iz crkve svetog Ivana, Trogir (danas u katedrali sv. Lovre Trogir), naslikano oko 1440. godine
- Slika Bogorodice sa svecima, (15. st.) Benediktinski samostan sv. Nikole, Trogir
- Poliptih iz dominikanskog samostana, Trogir
- Gospa u ružičnjaku (oko 1433. godine)
- Gospa od Kaštela, za crkvu Gospu od Zdravlja, Zadar
- Poliptih Gospa sa svecima iz Korčule (oko 1434. godine)
- Naslovnica Matrikule bratovštine sv. Duha, Pinakoteka zbirke sakralnih umjetnina katedrale sv. Lovre, Trogir[2]